# Chuchtic
Chuchtic är en ort i Mexiko.   Den ligger i kommunen Chenalhó och delstaten Chiapas, i den sydöstra delen av landet, 800 km öster om huvudstaden Mexico City. Chuchtic ligger 1 636 meter över havet och antalet invånare är 201.
Terrängen runt Chuchtic är huvudsakligen kuperad, men åt nordost är den bergig. Runt Chuchtic är det tätbefolkat, med 319 invånare per kvadratkilometer. Närmaste större samhälle är Pantelhó, 11,6 km nordost om Chuchtic. I omgivningarna runt Chuchtic växer i huvudsak städsegrön lövskog.